# وليد (ناقلة جنود مدرعة)
وليد هي ناقلة جنود مدرعة مصرية تعتمد على بي تي آر-40 السوفيتية. بُنيت في مصنع قادر للصناعات المتطورة. دخلت الإنتاج في عام 1960 واستخدمها الجيش المصري في القتال خلال حرب الأيام الستة.

## التاريخ
في أوائل الستينيات، بدأت مصر في إعادة إنتاج وإجراء الهندسة العكسية لعدد من تصميمات الأسلحة السوفيتية. كانت مركبة الوليد إحدى المحاولات الأولى التي قامت بها مصر لإعادة إنتاج أو تكييف المعدات العسكرية السوفيتية باستخدام التقنيات الغربية. صممت من قبل مهندسين مدنيين في منشأة النصر للسيارات في حلوان وصُممت بشكل مباشر على أساس بي تي آر-40، وهي ناقلة جنود مدرعة سوفيتية ذات عجلات في فترة ما بعد الحرب العالمية الثانية. جمعت مدرعة الوليد بين تصميمات هيكل بي تي آر-40 وخليفتها الأكبر، بي تي آر-152، مع هيكل شاحنة ماجيروس متعددة الأغراض 4X4 المصنعة بترخيص في مصنع قادر. كانت جوانب هيكل وليد منحدرة أيضًا، على عكس الجوانب المسطحة لهيكل بي تي آر-40، لتحسين الحماية من القذائف. استمر إنتاج المدرعة الوليد مع اختلافات طفيفة جدًّا في التصميم الأصلي حتى عام 1981، عندما بدأ مصنع قادر في تصنيع الهيكل مستخدمًا هيكل شاحنة مرسيدس بنز المختلف قليلًا عن هيكل ماجيروس.
استخدمت مصر المدرعة الوليد في حرب 1967 وحرب أكتوبر. غنمت القوات الإسرائيلية أعدادًا صغيرة منها ودخلت الخدمة في الجيش الإسرائيلي في أعقاب حرب 67. حلت المدرعة فهد محل الوليد في الخدمة الأمامية في الجيش المصري خلال الثمانينيات. لكنها استمرت في أداء الخدمة الفعلية مع مختلف الوحدات شبه العسكرية التابعة لوزارة الداخلية المصرية.

## الوصف
تتكون المركبة من هيكل شاحنة ألماني من نوع ماجيروس أو مرسيدس بنز مع هيكل مدرع مصري الصنع. كان الهيكل مفتوحًا من الأعلى، مع وجود بعض الإصدارات مغلقة بالكامل. تحتوي الإصدارات المفتوحة من الأعلى غطاء من القماش. يتوفر لدى القائد حامل للأسلحة، ويمكن وضع أسلحة أخرى على طول حواف السقف على طول جوانب الهيكل والخلف. يحتوي الهيكل على باب على كل جانب من الكابينة وباب واحد في الجزء الخلفي من الهيكل. وتوجد أيضًا ثلاثة منافذ لإطلاق النار على كل جانب من جوانب الهيكل. لم يتوفر بالوليد نظام مضاد للأسلحة الكيميائية أو نظام رؤية ليلية.

## الإصدارات
مركبة قيادة - مركبة نقل جنود مدرعة أساسية ولكن مع أجهزة راديو إضافية
قاذفة صواريخ متعددة العجلات ذاتية الحركة يقودها طاقم من شخصين ومسلحة إما بستة أو اثني عشر صاروخًا في أنابيب إطلاق الصواريخ بقطر 88 ملم (حسب الطراز).

## المستخدمون
صُدرت المدرعة الوليد إلى بوروندي والعراق والسودان واليمن حيث استُخدمت في الغالب للأمن الداخلي ومكافحة الشغب.
وقد استولت إسرائيل على بعض تلك المدرعات واستخدمتها لتأمين الحدود. استولت قوات الدفاع الجنوب أفريقية على واحدة على الأقل في أنجولا خلال «عملية سافانا».

## في الثقافة الشعبية
في الستينيات والسبعينيات من القرن العشرين، استخدمت "الوليد" عدة مرات في أفلام الحرب التي صورت في الصحراء المصرية، حيث ظهرت كشاحنة مدرعة تابعة لفيلق أفريقيا مع شعار صليب القضبان الألماني مرسومًا على الجانب.

## المشغلون

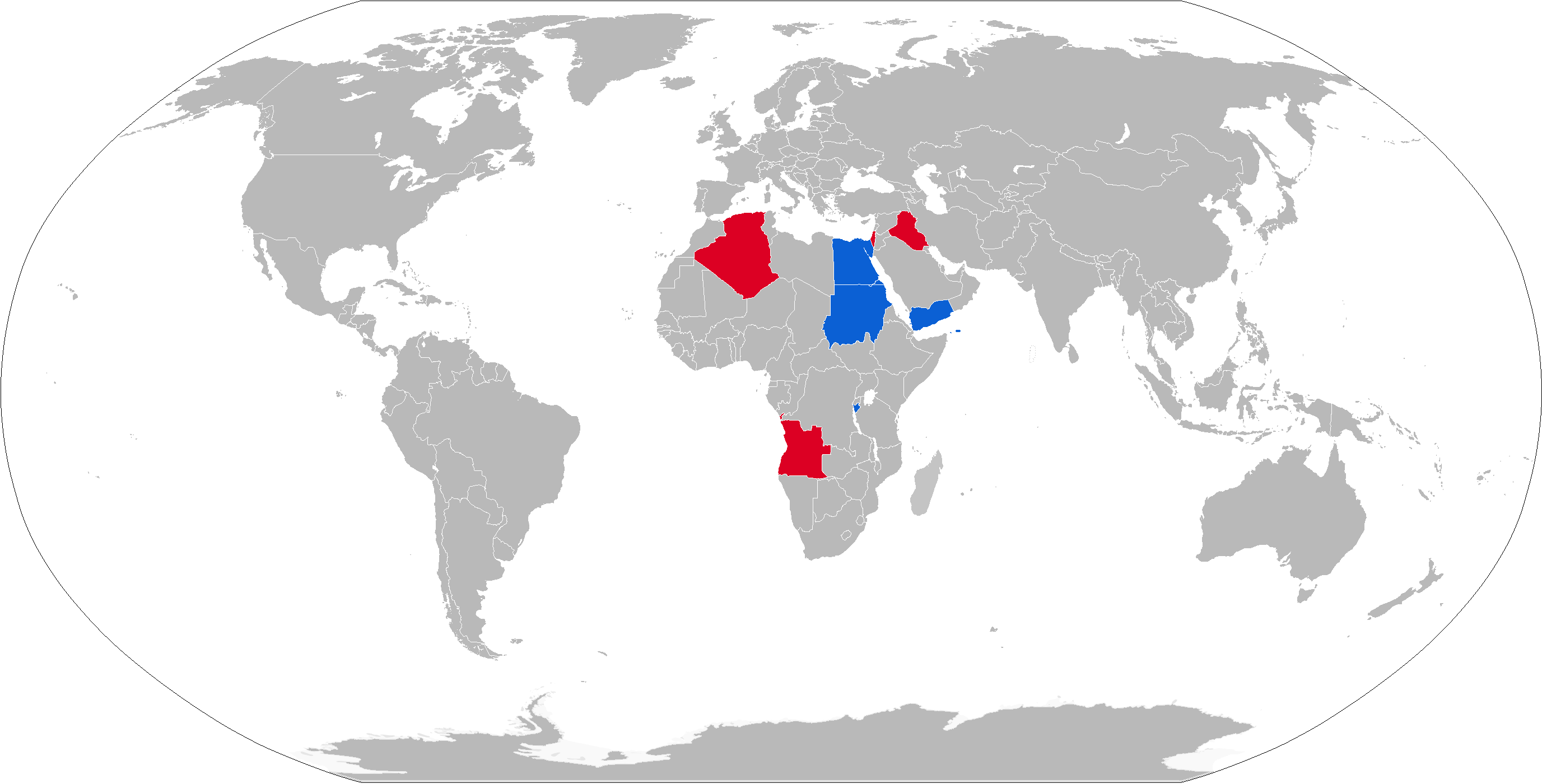
خريطة توضح مشغلي وليد باللون الأزرق والمشغلين السابقين باللون الأحمر

### المشغلون الحاليون
- مصر: 250، تستخدمها وزارة الداخلية المصرية.[10]
- السودان: 104، طلبت السودان 104 عربة مدرعة، وسُلمت بين 1981 و1986.[11]
- اليمن: موروثة من اليمن الشمالي.[12]
- بوروندي: طُلبت 6 عربات في 1981، وسُلمت في 1982.[11]

### المشغلون السابقون
- أنغولا - مساعدات عسكرية، بعض المدرعات شاركت في الحرب الأهلية الأنجولية، سلمت في نهايات 1975 وبدايات 1976.[13]
- الجزائر – 20 سلمت في 1978.[14]
- إسرائيل - استولت عليها من مصر.[15]
- العراق – 100، طُلبت في 1979 وسُلمت في 1980.[11]
- اليمن الشمالي - 20 طُلبت في 1974 وسُلمت في 1975.[11]
- منظمة التحرير الفلسطينية - مساعدات عسكرية.[15]